# بن 10
بن 10 (بالإنجليزية: Ben 10) هي سلسلة رسوم متحركة أمريكية من تأليف استوديو مان أوف أكشن وأنتاج استوديوهات كارتون نتورك. تدور القصة حول الفتى بن تينيسون ذو الـ 10 أعوام الذي يعثر على جهاز غريب يشبه الساعة (تسمى أومنيتريكس). تحتوي هذه الساعة على الحمض النووي لمخلوقات فضائية وتسمح له بالتحول إلى عشرة مخلوقات فضائية مختلفة. حيث ينجذب المشاهدين إلى شخصياته الخيالية، ويمتلئ العمل بالحركة والمغامرة، وقد حصلت السلسلة على إشادة نقدية واسعة، وثلاث جوائز إيمي في جميع أنحاء العالم وحققت أكثر من 4.5 مليار $ في مبيعات التجزئة. وتمتلك السلسلة أربعة أفلام، والتي تم بثها على كرتون نتورك بين أغسطس 2007 ومارس 2012 وتعد أطول سلسلة أصلية لكرتون نتورك حتى الآن.

## أجزاء المسلسل
- بن 10 (مسلسل 2005): مسلسل تلفزيوني من 2005 إلى 2008
- بن 10: إليين فورس: مسلسل تلفزيوني من عام 2008 إلى عام 2010
- بن 10: ألتيمت إليين: مسلسل تلفزيوني من عام 2010 إلى عام 2011
- بن 10: أومنيفرس: مسلسل تلفزيوني من 2012 إلى 2014
- بن 10 (مسلسل 2016): إعادة للسلسلة الأصلية أو الأولى وعرضت بداية عام 2016

## شخصيات
بن تينيسون وهو فتى في العاشرة من عمره، يحب ألعاب الفيديو، وخاصة لعبة «سومو سلامر ساموراي» يكتسب جهاز غريبة تشبه ساعة (أومنيتريكس) الذي تسمح له للتحول إلى عشرة مخلوقات غريبة مختلفة. الأشرار يلاحقون بن تن لاخذ الساعة ويقوم بن بمحاربتهم ويساعده في ذلك كل من جده وجوين، يقع أحيانًا في بعض الأخطاء، إلا أنه سرعان ما يستدرك الأمر، وينجح في إصلاح الأمور مؤدي الصوت هي:هزار الحرك، وتزيد مساعدة الناس لبن ضد أكبر خطر في الكون وهو الهايبريد ولكن بن دائما يفوز بمساعدة اصدقائه الكثر على طول حلقات المسلسل
الجد ماكس جد كل من «بن» و«جوين»، ويرافقهما دائمًا في أثناء العطلة، ويساعدهما على تطوير وتنمية مهارتهما.
يمتاز بالشجاعة والذكاء، وله خبرة كبيرة في التعامل مع الكائنات الفضائية الشريرة التي تريد حرمان «بن» من ساعة وقد واجه الجد ماكس الكثير من الفضائيين الأشرار (أيام عمله) الذين يواجهون بن الآن مثل فيلغاكس. «الأومنتريكس» العجيبة منحته قدرات خارقة. كثيرًا ما يساعد «بن»، ويمنحه خبراته في مواجهة قوى الشر مؤدي الصوت هو:مأمون الرفاعي
جوين تينيسون  ابنة عم بطل العمل «بن». فتاة في العاشرة من عمرها، تتصف بالشجاعة والذكاء. يرسلها والدها لقضاء العطلة مع ابن عمها «بن» وجدّها «ماكس». تحب الكيمياء كثيرًا، ولا يفارقها أبدًا جهاز الحاسوب المحمول الخاص بها. تحرص دائمًا على تطوير مواهبها، وينعكس ذلك بشكل إيجابي على شخصيتها. تساعد «بن» كثيرا؛ حيث تضع الخطط التي تعينه في تصحيح أخطائه مؤدي الصوت هي:سمر كوكش
كيفين ايلفين سوف ينضم لبن ويساعده ويحب جوين (ابنة عم بن)
روك بلانكو
ماجيستر لابريد

## الأفلام
- بن 10: سر الأومنتريكس: فيلم عام 2007
- بن 10: سباق مع الوقت: فيلم عام 2007
- بن 10: غزو الرقاقات: فيلم عام 2009
- بن 10: مدمر الكائنات الفضائية: فيلم عام 2012
- بن 10: ضد الكون 2020

## الألعاب
- بن 10: بروتكتر أوف إرث صدرت عام 2007
- بن 10: إليين فورس (لعبة فيديو)
- بن 10 إليين فورس: فلغاكس أتاكس
- بن 10 إليين فورس: ذا رايز أوف هيكس
- بن 10 ألتيمت إليين: كوسمك دستراكشن

## وصلات خارجية
- بن 10 على موقع ميوزك برينز (الإنجليزية)

بن تينيسون بن 10  على فيسبوك.
بن 10 جميع المواسم والافلام